# Peter Porte
Peter J. Porte (ur. 31 marca 1985 w Greenwood Lake) – amerykański aktor telewizyjny, filmowy i teatralny.

## Życiorys

### Wczesne lata
Urodził się i wychowywał w Greenwood Lake w stanie Nowy Jork jako syn Teresy E. (z domu Bak) i Paula Porte. Jego matka była pochodzenia polskiego, a ojciec włoskiego. Dorastał z siostrą Magdą. W 2002 ukończył George F. Baker High School. Uzyskał tytuł licencjata sztuk pięknych na wydziale aktorskim w Tisch School of the Arts na Uniwersytecie Nowojorskim. Kontynuując naukę, studiował w Paryżu, Hongkongu i Londynie, w Royal Academy of Dramatic Art (RADA). 

### Kariera
Pracował jako model w Paryżu i Mediolanie. Występował w Broadway National Touring Company w musicalu Mamma Mia!. Następnie przeprowadził się do Los Angeles.
Zadebiutował na szklanym ekranie w roli Jeremy’ego w dramacie telewizyjnym University Place (2005). Wystąpił jako Pierre w filmie krótkometrażowym Moon Lake Casino (2009). 
W 2011 dołączył do obsady opery mydlanej CBS Żar młodości (The Young and the Restless) jako Ricky Williams. W sitcomie Freeform Dzidzitata (2014) wystąpił jako agent nieruchomości Brad Walker, który od trzeciego sezonu utrzymywał relacje z Bonnie i miał brata bliźniaka o imieniu Tad. Zagrał też w telewizyjnej komedii romantycznej Świąteczna dziewczyna (A Cinderella Christmas, 2016) jako Nikolaus Karmichael z Emmą Rigby i Lesley-Anne Down, dreszczowcu Lifetime The Good Nanny (2017) jako Travis Walsh oraz filmach Hallmark Channel: Love at the Shore (2017) jako surfer Lucas McKinnon, A Gift to Remember (2017) jako Aiden i Love, Once and Always (2018) w roli Duncana.

## Życie prywatne
Zdeklarował się w mediach jako homoseksualista. 7 października 2018 Porte wyszedł za mąż za Jacoba Julesa Villere podczas ceremonii, która odbyła się w Nowym Orleanie.

## Wybrana filmografia
- 2008: CSI: Kryminalne zagadki Miami jako Brad Garland
- 2009: Dowody zbrodni jako Tucker „Duke” Benton (1966)
- 2011: Żar młodości jako Ricky Williams
- 2012: Parks and Recreation jako Carl
- 2013: Rodzinka jak inne jako Pan Rodriguez
- 2013: Pokojówki z Beverly Hills jako Scott
- 2013: Agenci NCIS: Los Angeles jako Joseph
- 2013: Mamuśka jako dr Huss
- 2014: Dzidzitata jako Brad Walker
- 2016: Telenovela jako Blaze Deluxe
- 2017: Jess i chłopaki jako Jack